# Чешуйчатогрудый лорикет
Чешуйчатогрудый лорикет (лат. Trichoglossus chlorolepidotus) — птица отряда попугаеобразных.

## Внешний вид
Длина попугая с хвостом 23,5 см, на хвост приходится 10 см. Основная окраска зелёная. Жёлтые края перьев создают впечатление чешуйчатого оперения (отсюда название). Хвост снизу жёлтый, у основания опахал есть красно-жёлтая кайма. Радужка оранжево-красная. Клюв тёмно-коралловый. Ноги серо-коричневые.

## Распространение
Обитают в Австралии.

## Образ жизни
Населяют лесистые местности, прибрежные равнины. Питаются, главным образом, нектаром и пыльцой, также едят цветки, ягоды, плоды, семена, насекомых и их личинок. Часто приносят убытки садам; совершают набеги на поля сорго и плантации кукурузы, где питаются незрелым молочным зерном.

## Размножение
Гнёзда устраивают в дуплах, обычно высоко над землёй. На дне гнезда находится слой древесной пыли. В кладке обычно два (редко три) белых яйца. Насиживание длится около 25 дней. Самцы находятся в это время в гнезде, но, по все видимости, в насиживании участия не принимают. Птенцов кормят оба родителя. Молодые покидают гнездо спустя 6—8 недель.